# Cristoforo Coriolano

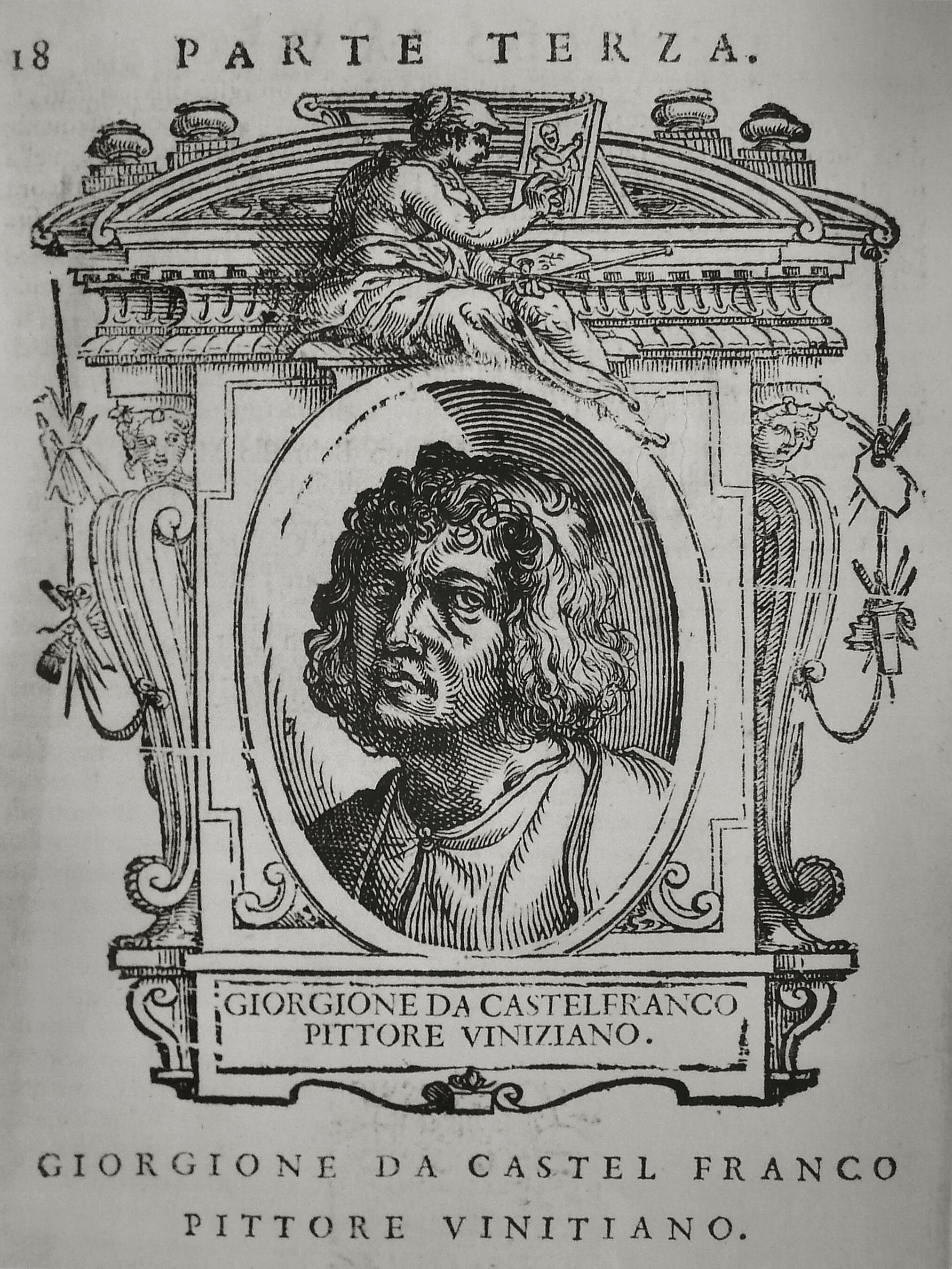
Retrato de Giorgione, grabado de Cristoforo Corionano a partir de un dibujo de Giorgio Vasari, para ilustrar las Vite, edición de 1568.

Cristoforo Coriolano, nacido Lederer (Núremberg, 1540 - Venecia, comienzos del siglo XVII), fue un grabador germano-italiano de época manierista.
Al trasladarse a Italia, cambió su apellido. Se dedicó a la xilografía. En la Vida de Marcantonio Raimondi, Vasari asesguraba que su Maestro Cristofano, tras alcanzar cierto éxito en Venecia, grabó en madera los retratos de pintores, escultores y arquitectos, a partir de diseños del propio Vasari, para su obra Le Vite, publicada en 1568. Otros consideran que fueron obra de Christopher Krieger. También grabó la mayor parte de las ilustraciones de la Ornitología de Ulisse Aldrovandi.
Sus hijos Giovanni Battista Coriolano y Bartolommeo Coriolano fueron destacados grabadores de época barroca.